# Ельчанинов, Михаил Семёнович
Михаи́л Семёнович Ельчани́нов (род. 10 ноября 1956, посёлок Метеор, Пономарёвский район, Оренбургская область) — русский социолог, философ и писатель, специалист в области теоретической социологии и социальной синергетики. Кандидат социологических наук, доктор философских наук, доцент.

## Биография
Ельчанинов, Михаил Семенович родился 10 ноября 1956 года в поселке Метеор Пономаревского района Оренбургской области. В 1974 году окончил Пономаревскую среднюю школу, в 1979 году историко-филологический факультет Оренбургского государственного педагогического института имени В. П. Чкалова. После окончания пединститута работал в школах г. Тольятти, в 1991 году был назначен директором средней школы № 67. В 1992 году перешёл на работу в Тольяттинский филиал Самарского государственного педагогического института. В 2000—2021 годах работал в Поволжском государственном университете сервиса в г.о. Тольятти Самарской области.

## Научная деятельность
Окончил аспирантуру МГУ им. М. В. Ломоносова. В 2000 году защитил кандидатскую диссертацию по теме «Модернизация России: синергетические аспекты». В 2005 году опубликовал монографию «Социальная синергетика и катастрофы России в эпоху модерна». Книга посвящена исследованию социально-исторических изменений в российском обществе с точки зрения структурно-синергетической концепции социодинамики. В рамках этой концепции раскрываются нелинейные взаимодействия трансисторических структур и акторов в эволюционный и бифуркационный периоды развития российского общества. В 2009 году защитил докторскую диссертацию по теме «Структурно-синергетическая концепция социодинамики России». Ельчанинов М. С., таким образом, является автором структурно-синергетической концепции социодинамики российского общества. Особый интерес проявляет к проблемам социосинергетики. В последнее время активно занимается исследованием структурно-синергетических аспектов социетальной трансформации современного российского социума. Имеет более 100 научных и научно-методических публикаций.

## Научные труды

### Монографии
- Ельчанинов М. С. Социальная синергетика и катастрофы России в эпоху модерна. — М.: КомКнига, 2005. — 240 с. — (Синергетика в гуманитарных науках). — ISBN 5-484-00216-8.
- Ельчанинов М. С. Российский социум: структуры, хаос, катастрофы. В 2 т. — М.: Русайнс, 2019. — Т. 1. — 364 с. — ISBN 978-5-4365-3263-9.
- Ельчанинов М. С. Российский социум: структуры, хаос, катастрофы. В 2 т. — М.: Русайнс, 2019. — Т. 2. — 296 с. — ISBN 978-5-4365-3262-2.
- Ельчанинов М. С. Социосинергетика. Основы теории нелинейной социодинамики. М.: Русайнс, 2020. — 316 с. — ISBN 978-5-4365-5949-0.
- Ельчанинов М. С. Социология социальных изменений. М.: Кнорус, 2022. — 404 с. — ISBN 978-5-406-08403-8.
- Ельчанинов М. С. Введение в социологическую теорию. М.: Юрайт, 2022. — 358 с. — ISBN 978-5-534-14996-8.
- Elchaninov M. S. The Era of global bifurcation: escalation chaos and humanity's alternatives. LULU, 2025. - ISBN 978-1-326-28479-4.

### Статьи
на русском языке
- Ельчанинов М. С. Трансформация России: синергетические аспекты // Социально-гуманитарные знания. — 2002. — № 3. — С. 269—282.
- Ельчанинов М. С. Российская трансформация с точки зрения социальной синергетики // Социологические исследования. — 2003. — № 8. — С. 21-30.
- Ельчанинов М. С. Россия в контексте глобализации: синергетический ракурс // Социально-гуманитарные знания. — 2005. — № 2. — С. 18-32.
- Ельчанинов М. С. Глобальный социальный хаос и новая роль США в эпоху бифуркации // Социально-гуманитарные знания. — 2006. — № 5. — С. 47-63.
- Ельчанинов М. С. Трансисторические структуры как фактор социетальной динамики России // Известия Самарского научного центра РАН. — Самара, 2006. — C. 16-19.
- Ельчанинов М. С. Нарастание социальной неустойчивости в мировом социуме в условиях глобализации // Известия Самарского научного центра РАН. — Самара, 2006. — С. 20-22.
- Ельчанинов М. С. Географическая среда и самоорганизация России // Известия Самарского научного центра РАН. — Самара, 2006. — С. 10-15.
- Ельчанинов М. С. Проблема взаимодействия порядка и хаоса в социальной философии Н. Макиавелли и Т. Гоббса // Социально-гуманитарные знания. — 2007. — № 4. — С. 70-84.
- Ельчанинов М. С. Природная среда и модернизация России // Социологические исследования. — 2007. — № 8. — С. 12-18.
- Ельчанинов М. С. Предпосылки виртуальной революции в России // Свободная мысль. — 2007. — № 9. — С. 17-27.
- Ельчанинов М. С. Ещё раз о возможности революции в современной России // Социологические исследования. — 2007. — № 12. — С. 50-57.
- Ельчанинов М. С. Масса и власть в условиях мирового кризиса // Свободная мысль. — 2011. — № 2 (1621). — С. 87-102.
- Ельчанинов М. С. Запад и Восток во II тысячелетии: концепция сравнительной всемирной истории И. Морриса // Запад-Россия-Восток. — 2017. — № 11. — С. 47-50.
- Ельчанинов М. С. Философия истории: концепция Н. А. Бердяева // Запад-Россия-Восток. — 2018. — № 12. — С. 282—287.
- Ельчанинов М. С. Эпоха глобальной бифуркации: планетарные проблемы и исторические альтернативы // Социологические исследования. — 2022. — Том 48. — № 4. — С. 124—135. DOI: 10.31857/S013216250018466-5
- Ельчанинов М. С. Эпоха глобальной бифуркации: эскалация хаоса // Свободная мысль. — 2022. — № 5 (1695).
- Ельчанинов М. С. Концепция социокультурной динамики П. А. Сорокина: гипотеза и факты // История и современность. — 2022. —  3 (45).
- Ельчанинов М. С. Эпоха глобальной бифуркации: эскалация политической турбулентности // Свободная Мысль. — 2023. — № 5 (1701). — С. 73-82.
- Ельчанинов М. С. Основные концепции мирового порядка: идеи и иллюзии на фоне эскалации глобального хаоса // Свободная Мысль. — 2023. — № 6 (1702). — С. 73-84.
- Ельчанинов М. С. Трансисторические структуры российского аграрного общества // История и современность. — 2024. — № 1 (51). С. 100-119. DOI: 10.30884/iis/2024.01.05.
- Ельчанинов М. С. Британская колониальная экспансия в Северной Америке: либеральная империя и геноцид индейцев // Свободная мысль. — 2024. — № 3 (1705). — С. 109-124.
- Ельчанинов М. С. Континентальная колониальная экспансия США: демократический имидж и геноцид индейцев // Свободная мысль. — 2024. — № 5 (1707). С. 147-164.

На других языках:
- Yelchaninov M. Natural Environment and Modernization of Russia // Social Sciences. — 2008. — Vol. 39. — № 1. — P. 96-104.